# Copa Árabe Sub-17 2021
La Copa Árabe Sub-17 2021 iba a ser la cuarta  edición de dicho torneo. Se llevaría a cabo en  Marruecos del 29 de julio al 15 de agosto de 2021. Inicialmente, el torneo estaba programado para celebrarse del 1 al 17 de julio, pero se pospuso indefinidamente.
El torneo iba a contar con la participación de 16 selecciones juveniles de África y Medio oriente.
Posteriormente se decidió que la competición fuera cancelada.

## Participantes
- En cursiva los equipos debutantes.

| - Argelia - Baréin - Yibuti - Egipto - Irak - Kuwait - Líbano - Libia | - Mauritania - Palestina - Arabia Saudita - Marruecos (anfitrión) - Túnez - Somalia - Emiratos Árabes Unidos - Yemen |

## Fase de grupos

### Grupo A
| Equipo         | PJ | PG | PE | PP | GF | GC | Dif. | Pts |
| -------------- | -- | -- | -- | -- | -- | -- | ---- | --- |
| Marruecos      | 0  | 0  | 0  | 0  | 0  | 0  | 0    | 0   |
| Palestina      | 0  | 0  | 0  | 0  | 0  | 0  | 0    | 0   |
| Arabia Saudita | 0  | 0  | 0  | 0  | 0  | 0  | 0    | 0   |
| Kuwait         | 0  | 0  | 0  | 0  | 0  | 0  | 0    | 0   |

| Fecha               | Lugar |                |                           | Resultado |                           |                |
| ------------------- | ----- | -------------- | ------------------------- | --------- | ------------------------- | -------------- |
| 29 de julio de 2021 |       | Marruecos      | Bandera de Marruecos      |           | Bandera de Palestina      | Palestina      |
| 29 de julio de 2021 |       | Kuwait         | Bandera de Kuwait         |           | Bandera de Arabia Saudita | Arabia Saudita |
| 1 de agosto de 2021 |       | Marruecos      | Bandera de Marruecos      |           | Bandera de Kuwait         | Kuwait         |
| 1 de agosto de 2021 |       | Palestina      | Bandera de Palestina      |           | Bandera de Arabia Saudita | Arabia Saudita |
| 4 de agosto de 2021 |       | Arabia Saudita | Bandera de Arabia Saudita |           | Bandera de Marruecos      | Marruecos      |
| 4 de agosto de 2021 |       | Kuwait         | Bandera de Kuwait         |           | Bandera de Palestina      | Palestina      |

### Grupo B
| Equipo                 | PJ | PG | PE | PP | GF | GC | Dif. | Pts |
| ---------------------- | -- | -- | -- | -- | -- | -- | ---- | --- |
| Argelia                | 0  | 0  | 0  | 0  | 0  | 0  | 0    | 0   |
| Emiratos Árabes Unidos | 0  | 0  | 0  | 0  | 0  | 0  | 0    | 0   |
| Libia                  | 0  | 0  | 0  | 0  | 0  | 0  | 0    | 0   |
| Yibuti                 | 0  | 0  | 0  | 0  | 0  | 0  | 0    | 0   |

| Fecha               | Lugar |                 |                                   | Resultado |                                   |                 |
| ------------------- | ----- | --------------- | --------------------------------- | --------- | --------------------------------- | --------------- |
| 29 de julio de 2021 |       | Argelia         | Bandera de Argelia                |           | Bandera de Emiratos Árabes Unidos | Emiratos Árabes |
| 29 de julio de 2021 |       | Libia           | Bandera de Libia                  |           | Bandera de Yibuti                 | Yibuti          |
| 1 de agosto de 2021 |       | Emiratos Árabes | Bandera de Emiratos Árabes Unidos |           | Bandera de Libia                  | Libia           |
| 1 de agosto de 2021 |       | Argelia         | Bandera de Argelia                |           | Bandera de Yibuti                 | Yibuti          |
| 4 de agosto de 2021 |       | Libia           | Bandera de Libia                  |           | Bandera de Argelia                | Argelia         |
| 4 de agosto de 2021 |       | Yibuti          | Bandera de Yibuti                 |           | Bandera de Emiratos Árabes Unidos | Emiratos Árabes |

### Grupo C
| Equipo     | PJ | PG | PE | PP | GF | GC | Dif. | Pts |
| ---------- | -- | -- | -- | -- | -- | -- | ---- | --- |
| Túnez      | 0  | 0  | 0  | 0  | 0  | 0  | 0    | 0   |
| Irak       | 0  | 0  | 0  | 0  | 0  | 0  | 0    | 0   |
| Mauritania | 0  | 0  | 0  | 0  | 0  | 0  | 0    | 0   |
| Yemen      | 0  | 0  | 0  | 0  | 0  | 0  | 0    | 0   |

| Fecha               | Lugar |            |                       | Resultado |                       |            |
| ------------------- | ----- | ---------- | --------------------- | --------- | --------------------- | ---------- |
| 30 de julio de 2021 |       | Túnez      | Bandera de Túnez      |           | Bandera de Irak       | Irak       |
| 30 de julio de 2021 |       | Mauritania | Bandera de Mauritania |           | Bandera de Yemen      | Yemen      |
| 2 de agosto de 2021 |       | Túnez      | Bandera de Túnez      |           | Bandera de Yemen      | Yemen      |
| 2 de agosto de 2021 |       | Irak       | Bandera de Irak       |           | Bandera de Mauritania | Mauritania |
| 5 de agosto de 2021 |       | Mauritania | Bandera de Mauritania |           | Bandera de Túnez      | Túnez      |
| 5 de agosto de 2021 |       | Yemen      | Bandera de Yemen      |           | Bandera de Irak       | Irak       |

### Grupo D
| Equipo  | PJ | PG | PE | PP | GF | GC | Dif. | Pts |
| ------- | -- | -- | -- | -- | -- | -- | ---- | --- |
| Líbano  | 0  | 0  | 0  | 0  | 0  | 0  | 0    | 0   |
| Somalia | 0  | 0  | 0  | 0  | 0  | 0  | 0    | 0   |
| Baréin  | 0  | 0  | 0  | 0  | 0  | 0  | 0    | 0   |
| Egipto  | 0  | 0  | 0  | 0  | 0  | 0  | 0    | 0   |

| Fecha               | Lugar |         |                    | Resultado |                    |         |
| ------------------- | ----- | ------- | ------------------ | --------- | ------------------ | ------- |
| 30 de julio de 2021 |       | Egipto  | Bandera de Egipto  |           | Bandera de Baréin  | Baréin  |
| 30 de julio de 2021 |       | Somalia | Bandera de Somalia |           | Bandera de Líbano  | Líbano  |
| 2 de agosto de 2021 |       | Somalia | Bandera de Somalia |           | Bandera de Baréin  | Baréin  |
| 2 de agosto de 2021 |       | Líbano  | Bandera de Líbano  |           | Bandera de Egipto  | Egipto  |
| 5 de agosto de 2021 |       | Egipto  | Bandera de Egipto  |           | Bandera de Somalia | Somalia |
| 5 de agosto de 2021 |       | Líbano  | Bandera de Líbano  |           | Bandera de Baréin  | Baréin  |